# کید راک
رابرت جیمز "باب" ریچتی (زاده ۱۷ ژانویه، ۱۹۷۱) که با نام کید راک شناخته می‌شود خواننده، آهنگساز و رپر آمریکایی و برنده پنج جایزه گرمی است. مهمترین آلبوم کید راک با نام "Devil Without a Cause" است که در سال ۱۹۹۸ منتشر شد و نزدیک به یازده میلیون نسخه از آن به فروش رفت و آهنگ‌های "Bawitdaba" و "Cowboy" از جمله محبوب‌ترین آهنگ‌های این آلبوم شناخته شدند. در سال ۲۰۰۰ کید راک آلبومی با نام "The History of Rock" را وارد بازار کرد اما این آلبوم نتوانست به اندازه آلبوم قبل محبوب شود و تنها یک آهنگ از این آلبوم با نام "American Bad Ass" محبوب شناخته شد. در سال ۲۰۰۱ کید راک آهنگی با نام "Picture" را با شریل کرو اجرا کرد که این آهنگ بیش از پنج میلیون نسخه به فروش رفت. در سال ۲۰۰۳ کید راک آلبومی همنام با خودش را وارد بازار کرد که در جدول بین‌المللی با شکست رو به رو شد. در سال ۲۰۰۷ آلبوم "Rock n Roll Jesus" توسط وی وارد بازار شد که پس از مدت‌ها یک آهنگ از وی در جدول بین‌المللی قرار گرفت. آهنگ "All Summer Long" از این آلبوم مقام اول را در قاره اروپا و استرالیا بدست آورد.
کید راک از دونالد ترامپ در انتخابات ریاست جمهوری سال ۲۰۱۶ حمایت کرد، و ممکن است در انتخابات سنای سال ۲۰۱۸ از میشیگان رقابت کند.

## آلبوم‌ها
- ۱۹۹۰: Grits Sandwiches for Breakfast
- ۱۹۹۳: The Polyfuze Method
- ۱۹۹۶: Early Mornin' Stoned Pimp
- ۱۹۹۸: Devil Without a Cause
- ۲۰۰۰: The History of Rock
- ۲۰۰۱: Cocky
- ۲۰۰۳: Kid Rock
- ۲۰۰۶: Live Trucker
- ۲۰۰۷: Rock n Roll Jesus
- ۲۰۱۰: Born Free